# Slick's Romance
Slick's Romance è un cortometraggio muto del 1911 diretto da Francis Boggs.

## Produzione
Il film fu prodotto dalla Selig Polyscope Company

## Distribuzione
Distribuito dalla General Film Company, il film - un cortometraggio in una bobina - uscì nelle sale cinematografiche statunitensi l'8 agosto 1911.